# Уэнтворт, Томас, 2-й барон Уэнтворт
Томас Уэнтворт, 2-й барон Уэнтворт (англ. Thomas Wentworth, 2nd Baron Wentworth; 1525 — 13 января 1584) — английский аристократ и политический деятель, барон Уэнтворт (с 1551 года).

## Биография
Томас Уэнтворт был старшим сыном Томаса Уэнтворта, 1-й барона Уэнтворт и его супруги Маргарет Фортескью.
Получил образование в Колледже Святого Иоанна Кембриджского университета. После получения образования Томас служил под командованием герцога Сомерсета и участвовал в битве при Пинки, в которой англичане разгромили шотландскую армию.
После битвы он был посвящён в рыцари, а затем стал членом парламента от Саффолка. После смерти отца в марте 1551 года Томас унаследовал его титул, став бароном Уэнтворт. Летом 1553 года он присягнул на верность королеве Марии I, которая, став королевой, назначила его лордом-заместителем Кале, а также приняла его в Тайный совет.
В январе 1558 года во время осады Кале Томас сдал город французской армии под командованием герцога де Гиза. По возвращении из плена на родину весной 1559 года он предстал перед судом пэров по обвинению в государственной измене и был заключён в Тауэр. В это время королевой была Елизавета I, которая его оправдала и возвратила ранее конфискованные поместья. Во время её правления он занимал административные должности в Саффолке, но продолжал участвовать в заседаниях парламента.
В 1572 году сделался опекуном осиротевшего 12-летнего эсквайра Томаса Кэвендиша, которого в 1575-м послал за свой счёт учиться на юриста в колледже Корпус-Кристи в Кембридже. Однако спустя полтора года воспитанник оставил обучение и уехал в Лондон, растратив там полученные от барона деньги, а после ушёл в море и стал известным капером.
Скончался 13 января 1584 года в Степни, где и был похоронен в приходской церкви.

## Семья
Был дважды женат, от второй жены Анны Уэнтворт у него было 2 сына: Уильям (ум. 1582) и Генри (1558–1593), унаследовавший титул отца.